# 盧托河
68°27′15″N 28°25′30″E / 68.45417°N 28.42500°E

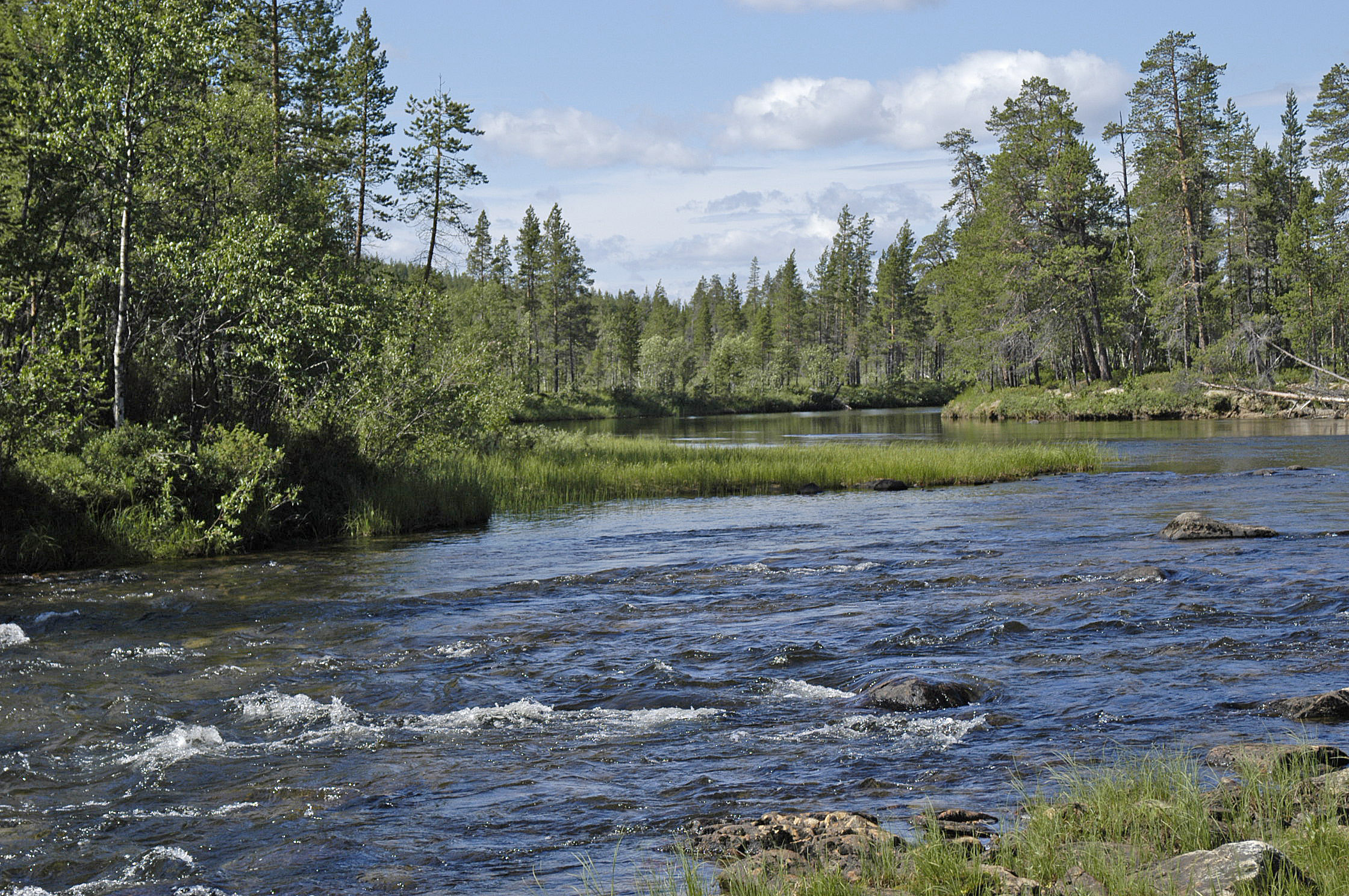

盧托河（芬蘭語：Luttojoki），又称洛塔河（俄语：Лотта），是北歐的河流，位於俄羅斯和芬兰，屬於圖洛馬河的支流，流經摩爾曼斯克州，河道全長235公里，流域面積7,980平方公里，河水主要來自融雪。